# Josh Pieters
Joshua „Josh“ Pieters (* 17. September 1993 in Knysna, Südafrika) ist ein südafrikanischer YouTuber, der für seine Streiche gegen Prominente bekannt ist. Er stammt ursprünglich aus Knysna und lebt derzeit in London.

## Karriere
Im August 2019 spielte Pieters 40 Social-Media-Influencern, einen Streich, indem er ihnen vorgaukelte, sie hätten ein Stück Mondgestein vom National Space Centre (NSC) erhalten. Pieters entschuldigte sich später beim NSC. Im September 2019 schufen Pieters und sein YouTube-Partner Archie Manners ein gefälschtes Restaurant, The Italian Stallion, um Mikrowellengerichte als authentische italienische Küche über Deliveroo zu verkaufen. Im November 2019 ließen sie einen Streich beim Boxkampf KSI vs. Logan Paul II folgen, bei dem es ihnen gelang, mehrere YouTuber, Influencer und Mitarbeiter des Veranstaltungsorts im Staples Center davon zu überzeugen, dass ein Ed-Sheeran-Doppelgänger der tatsächliche Ed Sheeran sei.
Am 27. Januar 2020 wurde die englische rechtsextreme politische Kommentatorin Katie Hopkins von Pieters dazu gebracht, einen gefälschten Preis mit dem Titel "Campaign to Unify the Nation Trophy" entgegenzunehmen. Pieters flog Hopkins nach Prag, wo sie den Preis entgegennahm und eine Rede hielt, während im Hintergrund die Initialen des fiktiven Preises zu sehen waren, die das Schimpfwort "Fotze" bildeten. Pieters lud den Streich am selben Tag auf seinen YouTube-Kanal hoch, an dem Hopkins wegen Verstoßes gegen die Anti-Hass-Regeln von Twitter gesperrt wurde.
Im Februar 2020 erreichte er über 1 Million Abonnenten auf YouTube. Im Mai 2020 spielten Pieters und Manners der Geschäftsführerin von Big Cat Rescue, Carole Baskin, einen Streich, indem sie ihr vorgaukelten, ein Interview in der Tonight Show Starring Jimmy Fallon zu geben. Im Oktober 2020 folgte ein weiterer Streich, bei dem sie sich als Friedensforscher ausgaben und Gemma Collins erfolgreich für den Friedensnobelpreis nominierten.
Am 31. Juli 2021 wurde der englische Impfgegner Piers Corbyn von Pieters dazu gebracht, Schmiergeld anzunehmen, damit er aufhört, Fehlinformationen über AstraZeneca zu verbreiten, indem er Corbyn "10.000 Dollar" in Monopoly-Spielgeld gab.
Im Juli 2023 störten Pieters und Manners eine Veranstaltung der Umweltaktivistengruppe Just Stop Oil. Im Dezember brachten Pieters und Manners die konservative Abgeordnete Suella Braverman dazu, den "Dick Of The Year Award" der Channel 4 Comedy-Show The Last Leg anzunehmen, nachdem die Zuschauer der Show für sie als diesjährige Preisträgerin gestimmt hatten.
2024 begleitete er Lily Phillips in einer Dokumentation, in der sie plante mit 100 Männern an einem Tag zu schlafen.